# Distretto di Eimsbüttel
Il distretto di Eimsbüttel (in tedesco Bezirk Eimsbüttel) è il terzo distretto di Amburgo.

## Suddivisione
Il distretto di Eimsbüttel è diviso in 9 quartieri (Stadtteil):
- Eidelstedt
- Eimsbüttel
- Harvestehude
- Hoheluft-West
- Lokstedt
- Niendorf
- Rotherbaum
- Schnelsen
- Stellingen